# 이프리키야의 이브라힘 2세
아부 이스학 이브라힘 일 이븐 아흐마드(아랍어: أبو اسحاق ابراهيم الثاني, 850년 6월 27일~902년 10월 23일)는 이프리키야의 아미르였다. 그는 875년부터 902년 퇴위될 때까지 이 지방을 다스렸다.

## 즉위
아부 이스학 이브라힘은 이프리키야의 아미르인 아흐마드의 아들이다. 863년 아흐마드가 죽은 뒤 이프리키야의 통치권은 아버지의 형제인 지야닷 알라 2세에게 넘어갔으나, 지야닷 알라 2세 역시 얼마 지나지 않아 죽었고, 이브라힘의 형제인 아부 이가라니그 무하마드 2세에게 통치권이 넘어왔다.
무하마드 2세는 경박하고 쾌락을 사랑한 통치자로 기록되어 있는데, 이 기간 동안 이브라힘은 모범적이고 효율적으로 카이로우안(아글라브 조의 수도)을 다스린 사무관이었고, 많은 감탄을 이끌어냈다. 875년 2월 무함마드 2세가 급사하자 대중과 법무관의 지지 아래 이브라힘 2세로 즉위했다.

## 라가다와 다른 작업들
874년 전염병이 돌아 인구 수가 감소한 상태로 왕국을 물려받았지만 그의 통치 기간 동안 아글라브는 경제적으로 번영했다. 888~889년엔 주화개혁에 착수했고, 관개 시스템을 구축해 농업을 발전시켰다. 이 당시 지어진 '아글라브 저수조(Aghlabid Basins)'는 지금도 튀니지에서 사용되고 있다.

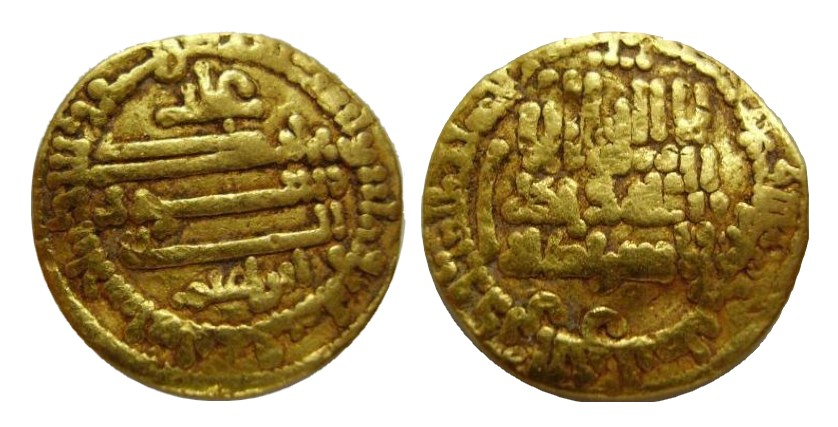
Aghlabid gold dinar from 899, during the reign of Ibrahim II.

그외에도 종교경찰을 재도입하고 궁전과 모스크를 짓는 등 여러 업적을 남겼다.

## 중앙집권화
이렇듯 그의 통치 초기에, 이브라힘 2세는 정의롭고 깨달은 통치자로 잘 알려져 있었지만 점차 이것은 폭군으로서 쌓은 끔찍한 명성으로 바뀌어갔다.
중앙집권적 통치자였던 이브라힘은 이프리키야의 옛 아랍 고위귀족을 불신했다. 매주 라카다Raqqada에서 금요일 기도마다, 이프리키야의 서민층이 알마르에게 직접 청원을 제출하도록 초대되었다. 이브라힘은 자신을 대중과 동일시하면서 귀족에 의한 평민 학대에 대한 보고를 듣고는 가해자, 심지어 그의 가족 구성원에게도 심각한 처벌을 내렸다. 이러한 절대주의적 성향에 따라 군주이자 금욕주의자인 이브라힘은 당대의 예절과 관료주의의 영향을 받지 않은 것 같다.
이외에도 여러 정책에 따라 아랍 귀족은 가려졌을 뿐만 아니라 이브라힘이 대규모 상비군을 유지하기 위해 부과한 막대한 세금과 징수에도 분개했다.
893년, 이브라힘은 그의 군사 개혁과 징발에 반란을 모의한 이들을 라카다에 초대하여 그들의 계획을 폭로할 계획을 세웠다. 먼저 그는 아랍 영주들과 그들의 추종자들을 화려한 연회로 맞이했다. 그러나 밤에 그들이 라카다 궁전에서 잠을 자는 동안 거의 천명에 가까운 인원이 이브라힘의 경비대에 의해 학살당했다.
학살은 다른 아랍 영주들의 봉기를 촉발시켰고, 튀니스에서 시작된 반란은 893~94년에 이프리키야 전역으로 퍼져 일정 기간 동안 이브라힘의 권역은 사실상 그의 수도인 라카다로 축소되었다. 그러나 반란은 이브라힘의 수단 연대에 의해 많은 유혈 사태와 함께 무자비하고 체계적으로 분쇄되었다.

## 이집트, 나푸사와의 분쟁
반란 진압 이후엔 이집트를 장악한 튀르크족이 세운 툴룬 왕조와 전쟁에 돌입한다. 이는 툴룬 왕조의 왕자가 아버지의 허락없이 이프리키야를 침공하며 시작된 것이다. 896-97년에 이브라힘 2세는 이프리키야를 이끌어 그의 동부 국경을 회복하고 툴룬 왕조에 맞서게 되었다. 이브라힘 2세의 잔인함에 대한 희미한 전승 중 일부는 이 탐험에서 비롯된다. 트리폴리에 도착한 이브라힘 2세는 자신의 사촌인 무하마드 주지사를 처형하고 찔러 죽였다. 바르카 국경에 있는 아지다비야에서 그는 적 15 명의 머리를 요리하고 먹었다고 한다.

## 살인자로서의 평판
그의 토후국이 발전함에 따라 이브라힘은 단순한 폭군일 뿐만 아니라 새디스틱한 살인마로서 더 끔찍한 명성을 얻었다. 그는 잔인함과 살인에 큰 기쁨을 느꼈으며 종종 개인적으로 사형을 집행했다. 살인적인 광기의 다른 에피소드 중에서 이브라힘은 저녁 식사에서 냅킨이 잘못 놓인 것을 발견한 후 300명의 왕궁 하인을 처형하도록 명령했다고 한다.
그는 더 이상 가족조차 아끼지 않는 것으로 알려졌다. 그는 막연한 혐의로 8명의 형제와 그의 아들 Abu al-Aghlab을 처형했다. 그는 아내 몇 명을 감금, 절단 및 목을 조르는 등 기타 수단으로 죽였고, 딸은 출산하는 족족 처형하도록 명령했다. 16명의 딸이 눈치채지 못하고 성인이 됐다는 사실을 알게되자 그는 그들을 맞이하고 친절하게 인사한 뒤 곧바로 목을 베었다. 그의 어머니가 그를 기쁘게 하려고 두 명의 교양있는 여성 노예를 주자, 그는 쟁반에 두 명의 잘린 머리와 함께 그의 어머니에게 감사의 편지를 보냈다.
이 에피소드는 그에 대해 유포된 수많은 끔찍한 이야기의 일부에 불과하다. 그는 직접 처형, 납치, 강간, 고문했고, 이런 일들은 때로는 명령에 의해 수하들의 손으로 시행되기도 했다.
보고된 이야기 중 얼마나 많은 것이 사실인지, 그리고 그의 수많은 적들에 의해 얼마나 많은 것이 조작되었는지를 확실히 아는 것은 불가능하다. 사실, 이브라힘 2세가 그 이야기 중 일부를 직접 퍼뜨려 가능한 한 적을 겁에 질리게 만들어 복종시켰을 가능성도 있다. 그는 종종 정신적으로 혼란스러워 하기도 했다. 그러나 한 역사가가 지적한 바와 같이, "이브라힘 2세의 야만성은 고의적인으로 보이며 미친 것 같지는 않다. 그의 통치는 귀족, 군대, 도시 및 부족을 희생시켜 절대주의를 향해가는 단호한 전투였다. 군주제의 생존을 위협하는 요소는 배척됐다." 동기와 실행에 있어서 이브라힘은 종종 러시아의 이반 뇌제(Ivan the terrible)에 비견되기도 한다.

## 시실리
이브라힘의 집권기 동안 시칠리아는 거의 정복되었다. 그는 시칠리아의 내부 분열을 틈타 함대를 보내 대규모 습격을 지시했다. 895~6년에 비잔틴과 40개월의 휴전을 협상했지만, 900년 여름 마침내 재침공했다.
이듬해, 아부 알-압바스 압달라는 시칠리아에 남아있는 비잔틴 영토에 맞서 아글라브 군대를 이끌었다. 메시나 해협을 가로질러 성벽 앞에 나타난 군대를 본 비잔틴 수비대는 901년 6월 도시를 포기했다.

## 폐위
이브라힘 2세의 잔혹 행위에 대한 보고가 마침내 아바스 왕조의 칼리파인 알무타디드(Al-Mu'tadid)에게도 닿았다. 칼리프는 902년 후반에서 902년 초 사이 튀니스에 도착한 전령을 그의 서면 지침과 함께 파견했다. 칼리프는 그의 피통치자들에 대한 학대를 인용하면서 이브라힘 2세를 바그다드로 압송하고 이프리키야의 통치권을 박탈할 것을 명했고, 대신 그의 아들 아부 알-압바스 압달라를 총독으로 임명했다(당시 시칠리아 정벌 중).
놀랍게도 이브라힘 2세는 이의없이 명령을 성실하게 받아들였다. 그는 진심으로 회개하기 위해 참회자의 옷을 입고 경건한 마음의 변화를 선언했다. 이브라힘 2세는 공물을 송금하고, 불법 세금을 폐지하고, 감옥을 열고, 노예를 풀어주고, 그의 금고를 가난한 사람들에게 배포하라는 명령과 함께 카이로우안의 법무관에게 전달했다. 그리고 그의 아들 아부 알-압바스 압달라(압달라 2세)에게 권력을 물려주었다

## 마지막 정벌
틀:더보기
그러나 퇴역한 이브라힘은 명령대로 바그다드로 가지 않았다. 대신, 그는 자신을 무자헤딘이라고 선언했고 기독교를 향한 거룩한 성전을 추구함으로써 자신의 죄를 씻겠다고 맹세했다. 이브라힘은 수스(Sousse)로 향해 유럽으로 건너가 콘스탄티노플을 이슬람의 손으로 점령할 지원자들을 모아 군대를 형성했다.
902년 5월, 군대는 시칠리아로 출발해 팔레르모로 가서 더 많은 자원자들을 모았다. 그리고 여전히 비잔틴의 수중에 있었던 타오르미나로 향했다. 그는 그를 마중하러 나온 비잔틴의 군대를 기아르디니에서 분쇄했다. 타오 미나 자체가 바위에 있어, 난공불락처럼 보이는 성채였다. 그럼에도 불구하고 이브라힘은 자원자들에게 바다 쪽 바위절벽을 따라 요새를 오르라고 명령했는데, 수비수들은 감시를 소홀히 했다. Caliphate의 검은 깃발이 맨 위에 펼쳐지자 이브라힘의 군대는 성문을 향해 급증했다. 902년 8월 1일 수비군은 압도당해 성문이 열리고 타오르미나가 쓰러졌다.
타오르미나의 몰락과 함께 시칠리아 전체가 마침내 무슬림의 손에 들어갔다. 흩어져있는 비잔틴 전초기지 몇 개가 남아 있었지만 그 직후 항복했거나 거의 중요하지 않았은 곳이었다.
902년 9월, 메시나로 진군하여 해협을 건너 칼라브리아로 그의 군대를 데려가 콘스탄티노플로 육로로 행군하기 시작했다. 사나운 이브라힘(과 그의 피에 굶주린 평판)이 이끄는 대규모 이프리키야 군대가 상륙했다는 소식은 이탈리아 남부에서 공황을 촉발시켰고, 여러 마을에서 대피를 시작했으며 요새는 이프리키야인이 이용하지 않도록 철거되었다.
이브라힘은 그러나 북부 칼라브리아에 있는 작은 요새에서 갑자기 걸린 이질에 쓰러져 902년 10월 23일 코센자 포위수용소 근처의 예배당에서 사망했다. 원정군의 지휘권은 그의 손자 Ziyadat Allah에게 넘겨졌고, 그는 즉시 포위 공격을 해제하고 군대와 함께 시칠리아로 돌아왔다.
이브라힘 2세의 유해는 팔레르모 또는 카이로이안에 묻힌 것으로 추정된다.

## 여파
이브라힘 2세의 통치는 아글라브 왕조 종말의 시작이었다. 시칠리아 정복은 그 아래에서 완료되었지만 – 878년 시러큐스, 902년 타오르미나 – 이브라힘 2 세의 불규칙하고 압제적인 지배는 섬의 무슬림 공동체 사이에서 내전과 분리주의를 불러 일으켰다.
아마도 더 큰 결과는 이브라힘 2세가 아랍 귀족에 행한 살인적인 파괴였다. 그것은 이프리키야인들의 연대감 무너뜨리고 사기를 떨어뜨렸다. 이는 909년에 아글라브 왕조가 망하고 파티마 왕조가 들어서는데 큰 역할을 했다.

## 이브라힘 2세가 등장하는 작품
| \| 출시년도 \| 게임명 \| 캐릭터 \| \| -------- \| ----------------- \| ---------------------- \| \| 2021년 \| 크루세이더 킹즈 3 \| 이브라힘 이븐 아흐마드 \| |                   |                        |
| 출시년도 | 게임명            | 캐릭터                 |
| 2021년 | 크루세이더 킹즈 3 | 이브라힘 이븐 아흐마드 |

## 참고자료
- Abu Nasr, J.M. (1987) A History of the Maghrib in the Islamic period. Cambridge, UK, Cambridge University Press.
- Amari, M. (1854–58) Storia dei Musulmani di Sicilia. 2 volumes, Florence: Felice Le Monnier. v.1, v.2
- Bianquis, Thierry (1998). 〈Autonomous Egypt from Ibn Ṭūlūn to Kāfūr, 868–969〉.   Petry, Carl F. 《The Cambridge History of Egypt, Volume 1: Islamic Egypt, 640–1517》. Cambridge: Cambridge University Press. 86–119쪽. ISBN 0-521-47137-0.
- Bloom, J.M. (2000) "Walled Cities in Islamic North Africa and Egypt", in J.D. Tracy, editor, City Walls: the urban enceinte in global perspective. Cambridge, UK: Cambridge University Press.
- Brett, M. (1978) "The Fatimid Revolution (861–973) and its aftermath in North Africa", The Cambridge History of Africa: Volume 2, c.500 B.C.-A.D. 1050. Cambridge: Cambridge University Press. pp. 589–633
- Brett, M. (2001) The Rise of the Fatimids: The world of the Mediterranean and the Middle East in the Fourth Century of the Hijra, Tenth Century CE. Leiden: Brill.
- Julien, C.A. (1931) Histoire de l'Afrique du Nord, vol. 2 – De la conquête arabe à 1830, 1961 edition, Paris: Payot.
- 틀:The Muslims of Medieval Italy
- Naylor, P.C. (2009) North Africa: A history from antiquity to the present.. Austin: University of Texas Press.
- al-Nuwayri, biographical entry on Abu Ishaq Ibrahim, French transl: De la Slane (1852) Histoire des Berbères et des dynasties musulmanes de l'Afrique Septentrionale, vol. 1, App. 2, pp.424-40; Italian transl.: Amari (1851) Nuova raccolta di scritture e documenti intorno alla dominazione degli arabi in Sicilia, pp.117-133
- Osborn, R.D. (1876) Islam under the Arabs. London: Longmans, Green & Co. online
- Talbi, M. (1966) L'Emirat Aghlabide, 184–296 (800–909): Histoire politique. Paris: Maisonneuve.
- Walker, P.E. (1998). 〈The Isma'ili Da'wa and the Fatimid Caliphate"〉.   Petry, Carl F. 《The Cambridge History of Egypt, Volume 1: Islamic Egypt, 640–1517》. Cambridge: Cambridge University Press. 120–150쪽. ISBN 0-521-47137-0.

| 이프리키야의 이브라힘 2세 Aghlabid |                          |                  |
| 이전 Muhammad II                   | Emir of Ifriqiya 875–902 | 이후 Abdallah II |